# Алаа Хусейн Али
Алаа Хусейн Али аль-Хафаджи ад-Джабер (араб. علاء حسين علي خفاجي الجابر‎; 1948, Кувейт) — кувейтский государственный и политический деятель, глава марионеточного государства Республики Кувейт, установленного иракскими войсками в ходе вторжения в Кувейт в августе 1990.

## Биография
Родился и вырос в Кувейте, получил высшее образование в Багдаде, где вступил в партию Баас. Гражданин Кувейта и Ирака.
На момент вторжения имел звание лейтенанта кувейтской армии. Вместе с 9 офицерами-коллаборационистами, придерживавшимися антимонархических взглядов и, по заявлению Совета революционного командования Ирака, возглавившими государственный переворот, которому оказали поддержку вооружённые силы Ирака, сформировал марионеточное правительство, 8 августа 1990 объявившее о «воссоединении» двух стран, после чего был произведён в полковники и назначен заместителем премьер-министра Ирака. Покинув пост в 1991, в 1998 под чужим именем вместе с членами семьи бежал из страны через Турцию в Норвегию.
В 1993 в Кувейте был заочно приговорён к смертной казни через повешение за государственную измену. В 2000 вернулся на родину, пытаясь обжаловать решение суда, однако 3 мая 2000 решением Кассационного суда Кувейта приговор был оставлен без изменений. Во время процесса заявлял, что действовал под давлением иракцев, угрожавших ему и его семье. В марте 2001 смертная казнь была заменена пожизненным заключением.